# L'incredibile volo
L'incredibile volo (Fly Away Home) è un film del 1996 diretto da Carroll Ballard, basato su fatti realmente accaduti.

## Trama
Amy ha 14 anni. Sopravvissuta all'incidente in cui è morta la madre, va a vivere con il padre che fa lo scultore in una fattoria in Canada in mezzo alla natura. Un giorno, degli uomini volevano distruggere la foresta per fare un centro commerciale, così Amy scopre delle uova di oca canadese e, quando si schiudono, si prende cura dei piccoli e fa loro da mamma, con un certo successo. Insorgono però dei problemi quando giunge il momento della migrazione. Come insegnare alle oche a volare verso il sud? Sarebbe una crudeltà tenere le oche nella stalla perché, in ogni caso, le oche prima o poi impareranno a volare, ma finiranno per non avere nessuno a guidarle. Il padre di Amy, pilota di aerei ultraleggeri, avendo capito quanto questi animali siano importanti per la figlia, le insegna a pilotare un deltamotore grazie al quale riuscirà a farsi inseguire dallo stormo in formazione di un incredibile volo verso la Carolina del Nord.